# 아산공세곶고지
아산공세곶고지(牙山貢稅串庫址)는 대한민국 충청남도 아산시 인주면 공세리에 있는, 고려시대 곡식을 운반하기 전에 쌓아두던 창고의 하나이다. 1979년 7월 3일 충청남도의 기념물 제21호로 지정되었다.

## 개요
조선시대 곡식을 운반하기 전에 쌓아두던 창고의 하나로 ‘공진창’이 처음 명칭이다.
성종 9년(1478) 『경국대전』에 의하여 모든 제도가 정비되면서 충청도에서 세금으로 거둔 곡식은 모두 이곳으로 모았다가 일정한 시기에 서울의 창고로 운송하도록 하였다. 지금은 창고터 주변에 만든 성지(城地)가 약 680m 정도 남아 있는데, 겨우 터만을 알아 볼 정도이다. 처음에는 창고가 없어 한데 쌓아 두었으나, 중종 18년(1523)에 비로소 창고 80칸을 건축하였다고 한다.
이곳에서 충청도 지방 39개 목·군·현의 조세로 바친 쌀을 모아 두고 배로 수도까지 운반하였다.

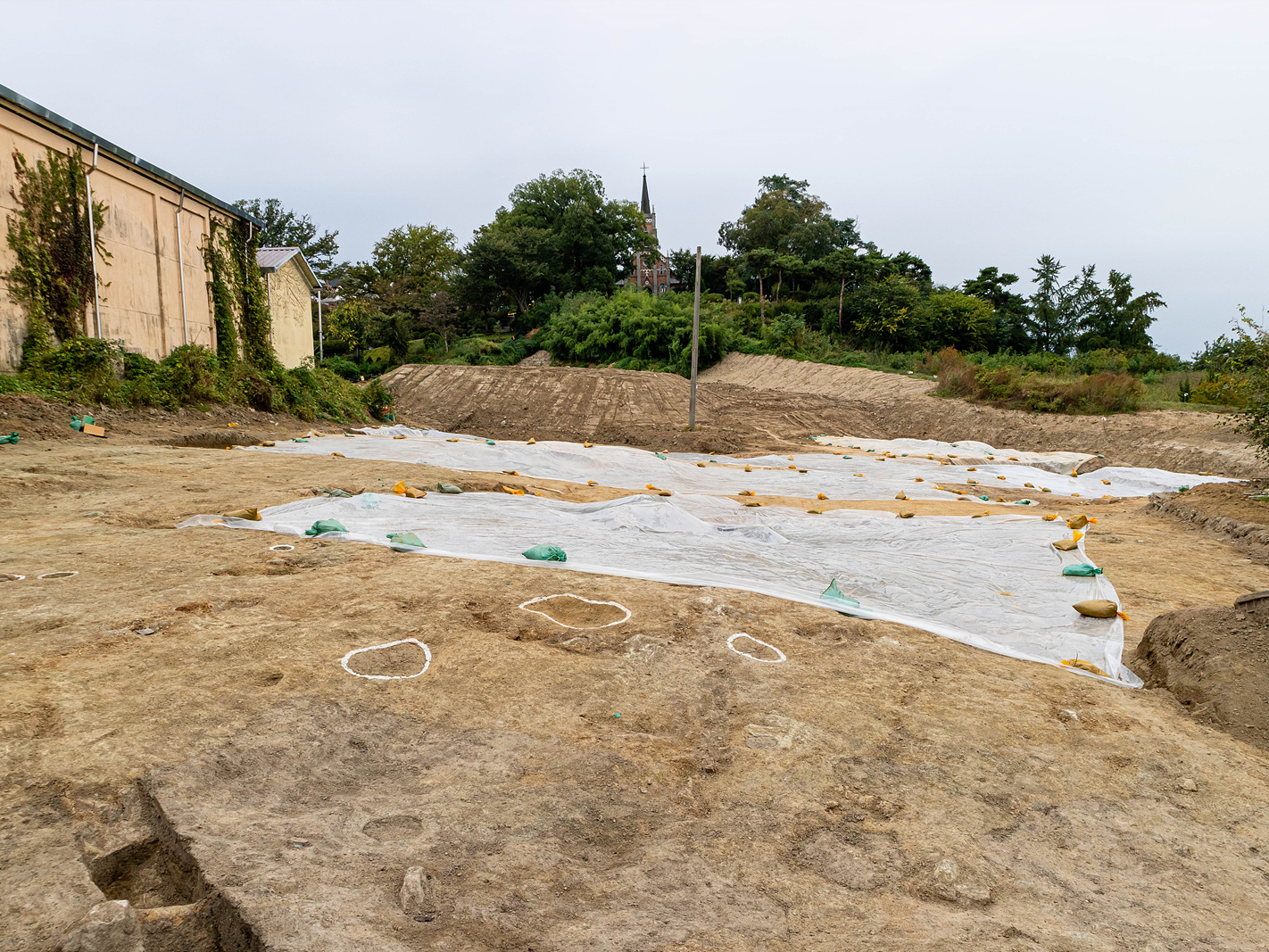
공세곶고지 발굴조사 작업

## 참고 자료
- 아산공세곶고지 - 국가유산청 국가유산포털